# Isoetes bolanderi
Isoetes bolanderi es una especie de plantas que pertenece a la familia Isoetaceae. Se conoce con el nombre de Bolander's quillwort, es un tipo de Licopodio.

## Clasificación y descripción
Esta es una planta acuática, nativa de las regiones de gran altitud del oeste de América del Norte y el sur de la Columbia Británica. Crece casi por completo bajo el agua en lagos y otros cuerpos de agua de un tallo de tipo cormo, este tallo es engrosado subterráneo, de base hinchada y crecimiento vertical que contiene nudos y abultamientos de los que salen yemas que permanece enterrado en el barro, produciendo hasta veinte hojas puntiagudas y cilíndricas que se aproximan a 15 centímetros de longitud máxima. 
Se reproduce a través de esporangios esféricos. La lígula es pequeña y en forma de corazón. Las megasporas son blancas, aunque a veces azuladas, y de 350 a 290 micrómetros de diámetro. Las microsporas tienen una longitud de 25 a 30 micrómetros. Hojas caducas, verde claro, marrón pálido hacia la base, en espiral, hasta 20 cm. La pared del esporangium es color marrón-rayado. Las especies del género Isoetes son plantas de zonas húmedas que se comportan, bien como hidrófitos, bien como anfibios. En las zonas de montaña viven en los lagos (también denominados ibones) y en tierra baja en lagunas que pueden ser temporales o permanentes. Sin embargo, dichos ambientes han sido sistemáticamente destruidos, motivo por el cual el género Isoetes no ha sido localizado en su totalidad y por ende estudiado.

## Distribución y ambiente
Crece en suelos temporalmente encharcados o inundados, arenosos o arenoso-limosos. La distribución es Mediterráneo-atlántica. Las esporas maduran al final del verano en lagos y estanques alpinos o subalpinos; en los Estados Unidos: Alberta, Arizona, California, Colorado, Idaho, Montana, Nuevo México, Oregón, Utah, Washington., Wyoming.  Norte de México.

## Estado de conservación
Esta especie tiene una categoría de especie sujeta a Protección Especial (Pr) según la NOM-059-ECOL-2010.